# Bengt Wittbom
Bengt Gustav-Adolf Wittbom, född 16 december 1946 i Högalids församling i Stockholm, död 17 december 2017 i Örebro, var en svensk moderat politiker, som 1981–1994 var riksdagsledamot för Örebro läns valkrets. Han var suppleant i arbetsmarknadsutskottet 1979–82, ledamot från 1982 och suppleant i skatteutskottet 1979.  
Wittbom tog sin ekonomexamen i Västerås 1968, bedrev universitetsstudier i Uppsala och Örebro 1968–72 och var ordförande i Örebro förenade studentkårer 1970. Han var direktörsassistent vid United Shoe Machinery Company i Örebro 1973–78 och disponent vid Gällersta slakteri i Örebro 1978–79. Styrelseledamot i Örebro läns utvecklingsfond 1980–83, ledamot av malmfältsutredningen 1981–82, av AMS-kommittén 1981–85, av delegationen för arbetstidfrågor (DELFA) 1982–86 och av utredningen för översyn av semestervillkoren från 1986. Wittbom var styrelseledamot av Moderata samlingspartiets länsförbund i Örebro län från 1976 och ordförande i riksdagsgruppens arbetsmarknadskommitté från 1985. 
Han var son till direktör Gunnar Wittbom och Anna-Lisa Wittbom, född Ohlsson.